# Topicalização
Uma topicalização é um mecanismo de sintaxe que estabelece uma expressão como o tópico de uma frase ou oração, fazendo com que ela apareça no início da frase ou oração (em oposição a uma posição canônica mais adiante na frase). Isso envolve um movimento frasal de determinantes, preposições e verbos para a posição inicial da frase. A topicalização também é usada como um teste de constituintes; uma expressão que pode ser topicalizada é considerada um constituinte. A topicalização de argumentos em português é rara, enquanto adjuntos circunstanciais são frequentemente topicalizados. A maioria dos idiomas permite a topicalização e, em alguns idiomas, a topicalização ocorre com muito mais frequência e/ou de maneira muito menos marcada do que em português. A topicalização em português também recebeu atenção na literatura pragmática.

## Análises teóricas
A análise teórica da topicalização pode variar muito dependendo, em parte, da teoria de estrutura de frases adotada. Se assumirmos as estruturas em camadas associadas a muitas gramáticas de estrutura de frases, todas as instâncias de topicalização envolverão uma descontinuidade. Se, em contraste, estruturas menos estratificadas forem assumidas como por exemplo na gramática de dependência, então muitas instâncias de topicalização não envolvem uma descontinuidade, mas sim apenas uma inversão. Este ponto é ilustrado aqui primeiro usando estruturas mais planas que não possuem um constituinte VP finito (o que significa que a frase inteira tem o status de um VP grande). São fornecidas análises baseadas em constituintes e dependências. O exemplo em si é um exemplo de sabedoria de Yoda (enquanto ele fala com Anakin) e certamente é de aceitabilidade questionável nesse sentido.
As duas árvores superiores mostram a análise usando estruturas baseadas em constituintes planos que não possuem um constituinte VP finito, e as duas árvores inferiores são baseadas em dependência, onde a dependência rejeita inerentemente a existência de constituintes VP finitos. O aspecto notável desses exemplos é que a topicalização não resulta em descontinuidade, já que não há linhas cruzadas nas árvores. O que isto significa é que tais casos podem ser analisados puramente em termos de inversão. A expressão topicalizada simplesmente “inverte-se” para o outro lado da cabeça.
Em vez das árvores planas que acabamos de examinar, a maioria das gramáticas de constituintes propõe estruturas mais em camadas que incluem um constituinte VP finito. É provável que estas estruturas mais estratificadas abordem a topicalização em termos de movimento ou cópia.
A árvore a. mostra novamente a ordem canônica das palavras, e a árvore b. ilustra o que é conhecido como análise de movimento ou cópia. A expressão topicalizada é gerada primeiro em sua posição canônica, mas depois é copiada para o início da frase, e o original é então excluído.
A análise do movimento das descontinuidades é uma maneira possível de abordar aquelas instâncias de topicalização que não podem ser explicadas em termos de inversão. Uma explicação alternativa é a passagem de recursos. Supõe-se que a expressão topicalizada não é movida ou copiada para a posição inicial da cláusula, mas sim que ela é gerada "base" ali. Em vez de movimento, há passagem de características, no entanto. Estabelece-se uma espécie de vínculo entre a expressão topicalizada e sua regência. O link é o caminho pelo qual as informações sobre a expressão topicalizada são passadas ao governador dessa expressão.
Os nós em vermelho marcam o caminho de passagem do recurso. Características (=informações) sobre a expressão topicalizada são passadas para a direita (e para baixo) na estrutura da árvore para o governador dessa expressão. Esse caminho está presente em ambas as análises, ou seja, na análise a baseada em constituintes à esquerda e na análise b baseada em dependência à direita. Como a topicalização pode ocorrer em longas distâncias, a passagem de características também deve ocorrer em longas distâncias.
Informações sobre esse absurdo topicalizado são passadas ao longo do caminho marcado em vermelho até o governador da expressão topicalizada que está falando . As palavras correspondentes aos nós em vermelho formam uma catena (em latim para 'cadeia', plural catenae). Uma teoria de topicalização é então construída em parte examinando a natureza dessas catenas para passagem de características.